# Chaotic

Chaotic foi uma franquia baseada em um jogo de cartas criado por Martin Rauff e Sam Murakami em 2001. Foi inspirada na coleção de brinquedos "Dracco Heads" que fora distribuída pela empresa dinamarquesa Dracco Company, durante os anos 90. Esses brinquedos consistiam em pequenos bonecos de monstrinhos de borracha, muito semelhantes aos brinquedos GoGo's Crazy Bones e serviram de inspiração sua sequela "Grolls N Gorks" que incorporou o uso de um card game junto dos brinquedos além de uma história semelhante a de Chaotic. Diante das boas vendas em 2001 a Dracco decidiu criar o que seria o protótipo atual a princípio com o subtítulo "Chaotic - Now or Never" da qual surgiram os heróis Maxxor e Chaor, além dos garotos Tom e Kaz que viriam a ser protagonistas do desenho animado muitos anos depois.
A princípio Chaotic tinha uma premissa simples e mais infantil, Tom e Kaz eram duas crianças rivais e os monstros tinham uma aparência muito cartunesca e cômica. Ainda assim a empresa apostou bastante para desenvolver a franquia ainda mais levando aos Estados Unidos, onde foi toda reformulada ganhando uma aparência mais juvenil e ganhando um jogo online desenvolvida pela empresa 4kids Entertainment como base o jogo de cartas. Para promover o jogo a 4kids fez um desenho animado em parceria com a canadense Bardel Entertainment, porém com um baixo orçamento de produção. Com sucesso instantâneo o desenho animado logo foi remodelado e desenvolveu uma linha de produtos até o término de seu contrato em 2010.

## Jogos
- Chaotic Trading Card Game
- Chaotic: Shadow Warriors